# Kurt Mathesius
Kurt Mathesius (ur. 19 września 1910 w Gdańsku, zm. maj 1947) – zbrodniarz nazistowski, członek załogi obozów koncentracyjnych Stutthof, Buchenwald i Mittelbau-Dora oraz SS-Obersturmführer. 

## Życiorys
Przed wybuchem II wojny światowej prowadził lokal w gdańskiej dzielnicy Orunia o nazwie An der Ostbahn 4 (dworek na terenie obecnego Parku Schopenhauera). W 1939 był jednym z twórców obozu w Stutthofie, który początkowo nosił nazwę Obozu dla Jeńców Cywilnych (Zivilgefangenenlager Stutthof). Mathesius pełnił funkcję zastępcy komendanta obozu oraz dowodził jednym z plutonów wartowniczych. Był także trzecim i ostatnim komendantem podobozu Aussenstelle Westerplatte. W latach 1941–1942 dowodził w Stutthofie jedną z trzech kompanii wartowniczych. W 1944 Mathesius został przeniesiony do Buchenwaldu. Od września 1944 do grudnia 1944 Mathesius był komendantem Harzungen, podobozu KL Mittelbau-Dora (Nordhausen).
Po zakończeniu wojny znalazł się w alianckiej niewoli i miał być jednym z oskarżonych postawionych przed amerykańskim Trybunałem Wojskowym w Dachau. Powiesił się jednak w swojej celi w maju 1947 przed rozpoczęciem procesu.